# 최주영 (촬영감독)
최주영은 대한민국의 촬영감독으로 검은집, 지금 이대로가 좋아요, 바운티 헌터스 등의 작품을 촬영하였다.